# Traktionstest
Der Traktionstest (Synonym: Pinzettenzugtest) ist in der Augenheilkunde ein Verfahren zur Prüfung der passiven Beweglichkeit eines Auges. Als differentialdiagnostische Maßnahme gibt er Aufschluss darüber, ob eine vorhandene Bewegungseinschränkung auf eine Augenmuskellähmung zurückzuführen ist oder das Ergebnis mechanisch oder strukturell bedingter Störungen (Pseudoparesen) darstellt. Diese treten insbesondere bei der Orbitabodenfraktur und dem Brown-Syndrom auf. Zudem können sie bei lange andauernden Paresen Ausdruck von fibrotischen Sekundärveränderungen am gleichseitigen (ipsilateralen) Antagonisten sein oder im Zuge einer endokrinen Orbitopathie das Resultat entzündlicher Gewebeveränderungen darstellen.
Der Traktionstest wird in lokaler oder während einer Schieloperation in allgemeiner Anästhesie mit einer geeigneten Pinzette durchgeführt. Mit ihr wird das Auge passiv in der Ebene gedreht, in der eine Störung vorliegt. Lässt es sich frei bewegen, ist der Test negativ. Ist hingegen ein mechanischer Widerstand spürbar, der eine freie Drehbewegung verhindert, so spricht man von einem positiven Testergebnis. Eine konkrete Quantifizierung findet in der Regel nicht statt, jedoch kann in Grad oder Millimetern geschätzt werden, wie weit eine Bewegung ausgehend von einem bestimmten Bezugspunkt (meist die Primärposition) in eine benannte Richtung möglich ist. Das Resultat des Traktionstests kann Einfluss auf die weiteren, insbesondere operativen Behandlungsmaßnahmen haben.
Der Traktionstest kann darüber hinaus genutzt werden, um vor einer Schieloperation das Risiko möglicher postoperativer Doppelbilder zu klären.